# Banco Francés del Río de la Plata (Casa Matriz)
La casa matriz del Banco Francés del Río de la Plata es un edificio de estilo academicista francés que se encuentra en la esquina de las calles Reconquista y Tte. Gral. Juan Domingo Perón, en la city financiera del barrio de San Nicolás, en la ciudad de Buenos Aires, Argentina.
Hoy aún aloja al BBVA Banco Francés.

## Historia

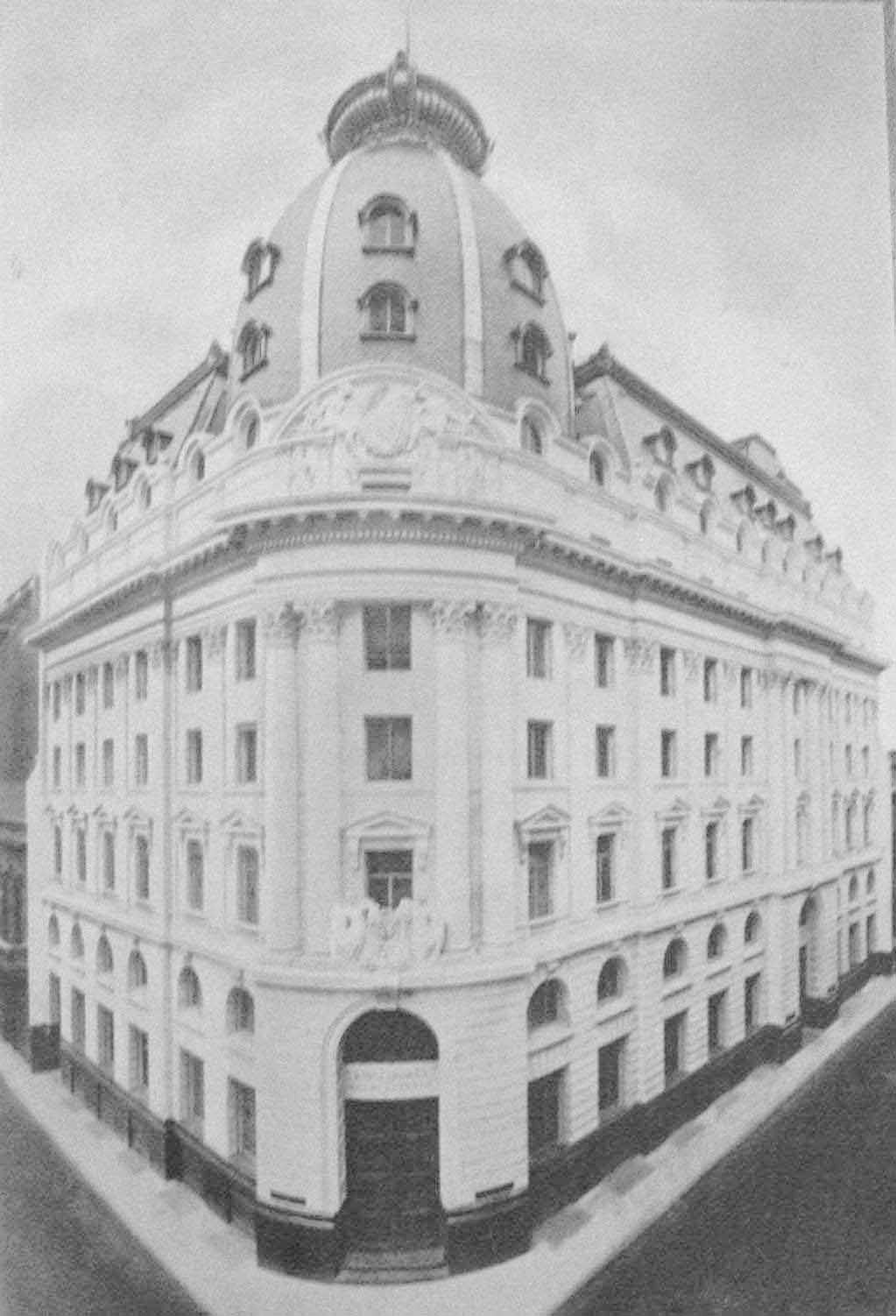
Recién terminado, en 1926

El Banco Francés del Río de la Plata fue fundado en 1886 en Buenos Aires, y ocupó al año siguiente un edificio en la calle Reconquista n.º 157, proyectado por el arquitecto Emilio Hugue. Sin embargo, en 1922 llamó a concurso de proyectos para su nueva casa matriz, y tres años después siguiente vendió el viejo inmueble al Banco de Londres para trasladarse al nuevo edificio.
El proyecto debía contemplar un edificio que alojara en la planta baja a la sede del banco y sus oficinas, en el 1.º piso otras dependencias de la institución, los pisos 2.º y 3.º para oficinas de renta (con la posibilidad de incorporar el 2.º piso al banco en caso de necesitar una ampliación) y los demás pisos, de vivienda de renta.
El ganador del concurso fue el arquitecto Jorge Bunge, presidente de la Sociedad Central de Arquitectos. El arquitecto francés Eugenio Gantner fue nombrado director general de las obras, a cargo de la empresa constructora Piquet y Arano.
Luego de demoler el edificio que se encontraba en el terreno, las obras de la estructura de cemento comenzaron el 25 de febrero de 1925.

## Descripción

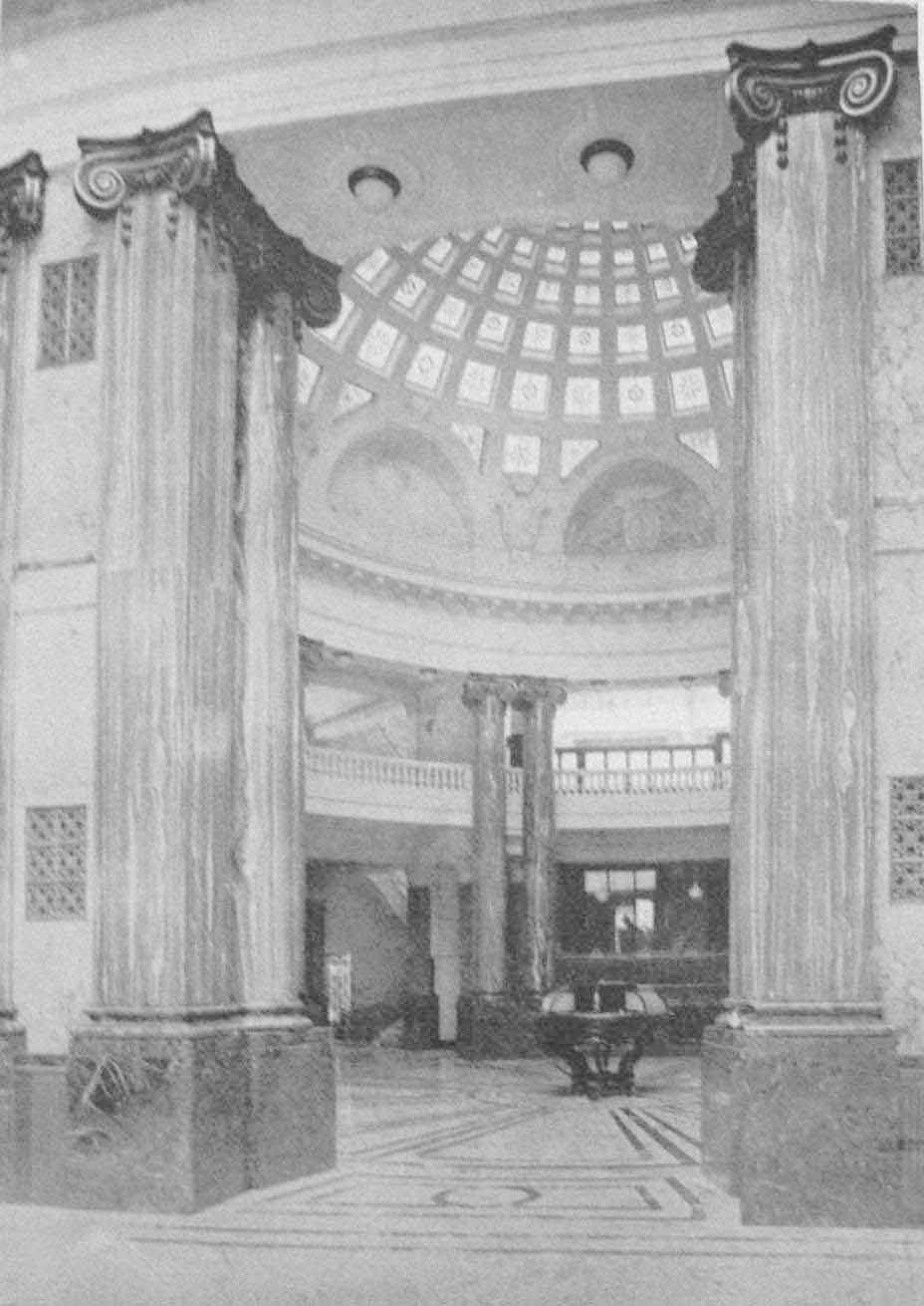
Vista desde el hall a la rotonda

Según Jorge Bunge, la idea que inspiró este proyecto fue la de erigir la "Casa de Francia", dentro de los elementos más clásicos de los estilos franceses del siglo XVIII. No se ha buscado crear nada nuevo, sino adaptar formas ya consagradas y mantenerse estrictamente dentro de los cánones de esa época.
La distribución interna fue: el local de atención al público en una gran rotonda central y hall rectangular en el centro de la planta baja, con las oficinas distribuidas alrededor. Las rotonda es de 13 metros de diámetro y 11 de altura, y está unida al hall por un pórtico con columnas dóricas. En el entrepiso, las oficinas dan a este espacio central.
En cuanto a revestimientos, las fachadas fueron ejecutadas en símil piedra París (actualmente oculto bajo capas de pintura) y en los interiores se usaron mármoles griegos, trabajados en estilo clásico. Las columnas macizas de la rotonda son de cipollino griego, con bases de verde tinos y fondo de skyros. Se dio predominancia a los tonos del verde para resaltar el rojizo de la caoba de los escritorios y mostradores y el bronce de las barandas.
Cuatro ascensores y una escalera comunican la planta baja con los pisos superiores. En el 2.º sótano se dispuso el tesoro público y el del banco, con las cajas de seguridad. Para acceder a él había que sortear dos puertas de hierro de 20 toneladas y 500 mm de espesor construidas por la Casa Fiechet de París. El 1.º subsuelo previó una posible ampliación del banco, y originalmente alojó servicios varios.
El 1.º piso alto fue destinado a directorio, presidencia y gerencia y otros puestos altos, y salas de conferencia. Fueron decorados con nogal, roble y caoba, en estilos renacimiento, Luis XIV y régence. En el 8.º piso se ubicó el comedor de los empleados, y en el 9.º habitaciones de los ordenanzas.
A las oficinas de renta se accede por dos entradas, una por la calle Perón y otra por Reconquista, con 2 ascensores cada una y un montacargas.